# Сычёв, Станислав Иванович
Станислав Иванович Сычёв (укр. Станіслав Іванович Сичов) (19 декабря, 1937, Одесса — 2 сентября, 2003, Одесса) — украинский художник, один из основоположников Одесской школы неофициального искусства.

## Биография
Станислав Сычёв родился 19 декабря 1937 года в Одессе.
В 1960 году окончил Одесское художественное училище им. Грекова (педагог Фрумина Дина Михайловна).
В 1961—1963 годах жил и работал в Узбекистане.
Многие критики считают, что организованная 8 мая1967 года у «Заборная выставка» молодых художников  Станислава Сычёва и Валентина Хруща «Сычик+Хрущик» на заборе одесского Оперного театра стала точкой отсчёта «одесского нонконформизма». Эта выставка продолжалась всего три часа.
В 1970-х принимал участие в неофициальных выставках в Одессе и Москве. В 1989 году участвовал в международной выставке «Импреза» в Ивано-Франковске. В 1989 и 1994 годах прошли его персональные выставки в Одесском музее западного и восточного искусства.
Станислав Сычёв умер 2 сентября 2003 года в Одессе.

## Работы находятся в собраниях
- Одесский художественный музей[5]
- Музей современного искусства Одессы, Одесса.
- Галерея современного искусства NT-Art

Работы Сычёва сегодня разбросаны по странам и континентам. Его картины, акварели и рисунки хранятся в государственных и частных собраниях, многие у случайных владельцев, не знающих, чем обладают.

## Печатная графика
Редко кому в наши дни присущ такой универсализм изобразительного мышления. Может быть, точнее было бы назвать это качество сычевского таланта масштабной многовариа́нтностью. Он со страстью работал над монументальными росписями — фреской в помещении Одесского художественного училища (она вскоре была уничтожена по приказу администрации, испугавшейся слишком свободного творчества своих талантливейших студентов). Работал над фреской в Узбекистане, проникнутой радостными и изысканными национальными мотивами. Работал над другими монументальными вещами, судьбы которых зачастую оказывались столь же драматичными, как у училищной фрески. Был в его жизни целый период крупномасштабных картин: трагических, исступленных, где пульсировал красный цвет, мощными мазками прорывающийся сквозь холст. Это были станковые картины огромного размера: 3х4 метра, 5х5 метров — таков масштаб той живописи, вскоре ушедшей в костер. Масштаб, соразмерный трагическому накалу личности художника. Но рядом с этими холстами, когда-то своими руками сожженными во дворе собственного дома и сохранившимися только в воспоминаниях близких, существуют его уцелевшие гравюры. О них и пойдет речь. Гравюра — искусство аристократическое в своей сдержанности: чёрная линия, пятно, белый лист. Никакого вольного движения кисти, свободного выплеска краски. Скрупулёзно выверенное движение граверной иглы, резца, штихеля. Сохранившиеся и бережно хранимые семьей художника его гравюры волшебно миниатюрны, их средний размер 2х3 сантиметра. Вот «сухая игла» — почти забытая ныне техника выцарапывания по металлической пластинке зеркального изображения, которое затем в оттиске обретает себя. По этим крохотным шедеврам видно, как со всем пылом осваивал он изнурительную гравюрную технику. Офорт травление, офорт сухая игла, линогравюра, ксилография (гравюра на дереве). Неужели это одна и та же рука, один и тот же глаз, одна и та же душа создавала мощную ярость трагических холстов Сычева и крохотные виртуозности его гравюр? Благодаря компьютеру мы можем бесконечно перелистывать их, увеличивать и отдалять от себя, не забывая при этом, что, вопреки традиции печатной графики, эти вещи существуют каждая в одном-единственном экземпляре. Они не тиражировались, сохранившись лишь в первом оттиске. Им повезло — они, крохотные и хрупкие, все же уцелели.

## Рисунок
Рисунков Станислава Сычева сохранилось мало и распределены они по времени неравномерно. Студенческие учебные работы 1956—1958 годов явно превалируют, представлены 1961 и 1965 годы, от других остались лишь единичные листы. По ним можно разве что догадываться, как рос художник в требовательном искусстве рисунка: от классических учебных штудий натуры он шёл ко все более свободному владению чистой линией, высвобождающей форму из плоскости листа (рисунки «Узбек», «Кошки») и до восхитительно раскованной, ироничной игры линии с плоскостью («Коза»).
Рисунок, как ни странно это может показаться для зрителя, вообще самый «бедный» объект коллекционирования. Коллекционеры знают, что на художественном рынке реже всего попадаются именно рисунки. Сами художники зачастую относятся к ним безо всякого пиетета, как к сугубо вспомогательному материалу для будущей картины, потому рисунки сохраняют редко. Но проходят годы, и случайно сохранившийся набросок обретает достоверность и убедительность документа. Так происходит и с рисунками Сычева, представленными в этом разделе.

## Акварель
Акварели Сычева — это особая сфера его изобразительного бытия. В акварели лист всегда сквозит сквозь цвет, сообщая ему привычную для этой техники светоносность. Но в листах Станислава Сычева светоносность и воздушность оказываются отнюдь не доминирующими. Акварельный лист у него структурируется линиями, выхватывающими из небытия форму и фиксирующими её в пространстве. Само же пространство создается отточенным приёмом: художник полностью доверяется свободному движению цветных пятен на плоскости. Взаимодействуя с линейной структурой листа, они создают в нём дыхание объёмности. Великий русский искусствовед Павел Флоренский утверждал, что в произведении линия воплощает мысль, а цвет — эмоцию. Акварели Сычева именно таковы. Они требуют вдумчивого вглядывания, интеллектуального «вчувствования». Вглядитесь в любую сычевский лист, хотя бы «Собаки летят» (7х10 см, 1979 год) с его вскриком красного. Цвет здесь, по сути, вынесен за пределы предмета, он существует как самостоятельная эмоция, как вопль души, не материализующийся в вещи. Эти акварели не столько нежны и светоносны, сколько скрыто, а нередко и откровенно трагичны и щемящи, густо замешаны на горечи ощущения мира. Вот они проходят перед вами в файле, названном просто «Акварель». Но это — акварель Станислава Сычева.

## Портрет в творчестве Станислава Сычева
Доступны многие ранние портретные работы и портреты последнего десятилетия жизни мастера. Работы Сычева 1950-х годов формально учебные. Но они отнюдь не ученические и не юношеские. Вглядываясь в эти лица, мы видим людей и видим человека: видим изображенных на холсте людей и видим изобразившего их человека — юношу, почти мальчишку, обладающего способностью к максимально объективному взгляду на героя. Есть в этом взгляде нечто особенное: деликатность кисти, столь редко присущая юности.
У молодого Сычева строгая живопись, проникнутая уважением к изображенному человеку — училищному натурщику, привлекательной девушке, отцу в портрете-картине. Пройдет несколько лет и в портретах появится пронзительное чувство тревоги (например, «Автопортрет», построенный на красном цвете, и многие другие). Это чувство буквально разъедает гармонию реализма, достигнутую в ранних портретах. Разрушение академической формы экспрессией мироощущения стало одним из определяющих факторов в дальнейшем развитии художника. Этот процесс непредсказуем, ибо он оказался диалогом.
Сычевский диалог с самим собой привел к появлению у него в 1990-е годы концепции женского портрета, многим показавшейся неожиданной. Речь о таких работах, как «Патриция Валерия», «Мелодия для Эллады», «Танец Саломеи», «Весна Хельги». Спрашивали: что это? Стилизация под Belle Epoque, запоздалая дань Салону или что-то ещё? — Думается, последнее. Такие женские портреты Сычева — несостоявшаяся встреча героинь с собой. Кто на самом деле, «по жизни» эти героини, для художника значения не имеет. Он ведь писал в своих стихах: Мне все равно, кто Вы — принцесса иль путана, героиня и что на жизненном пути изведать довелось… Воистину все мы знаем, кто мы есть, но никто не знает, кем мы могли бы оказаться. Художник этими портретами показывает женщинам, кем они могли бы быть. Быть там, «в каких-то далеких веках», как сказал поэт (Анна Ахматова). Художник увел своих героинь в созданные им пространство бытия и время существования. Увел — и оставил их там, в картинах. Таков путь портретов Станислава Сычева от 1950-х до конца 1990-х годов, которые увидит зритель в этом разделе.

## Человек и стихия
Все написанное Сычевым проецировано на человека — будь то интерьер, натюрморт или пейзаж (собственно, они в чистом виде у него практически не встречаются). Живя у моря, он остался чужд марине как таковой, но выработал собственный авторский жанр, который хочется назвать «человек и стихия». Вглядитесь в акварель «Ветер», где сюжет — борьба девичьего тела с напором воздуха. Но такая физическая борьба человека со стихией для него скорее исключение. Он, горожанин и южанин, превращает взаимодействие человека со стихией воды, солнца и воздуха в утверждение их сродства, во взаимодействие родственных материй. Сычев увидел тело человека как нечто соприродное водной стихии, прогретое солнцем и ставшее его частицей, как нечто, естественно включенное в пластические ритмы морского берега. Поразительно красивы тела его женщин, лежащих на берегу моря и омываемых волнами. Они сродни природной стихии, они часть этого ритмического бытия и порождены им. Незримое присутствие человека в пейзажах Средней Азии («Киттаб», «Тутовник»)- это скорее исключение из авторской концепции. Обычно его человек включен в пейзаж как в зримое воплощение индивидуального состояния персонажа. Поэтому, листая репродукции пейзажного жанра Станислава Сычова, зритель улавливает в них не столько «пейзаж души», сколько пейзаж, где владычествует отдельная стихия — неодолимая стихия, имя которой Судьба.

## Жёсткий жанр в живописи Станислава Сычева
Хорошо известное всем любителям изобразительного искусства определение
«жанровая живопись» зачастую понимается как синоним термина «бытовой жанр», то есть изображение, в котором нечто происходит. Это «нечто» в истории европейского искусства понималось художниками по-разному: от добросовестного выстраивания действующих лиц на огромном холсте у академистов и до «выхватывания» состояния из потока мгновений у импрессионистов. Впрочем, как заметил строгий и наблюдательный критик, импрессионисты таким образом превратили в пейзаж все, даже человеческое лицо (не говоря уж о событии). Пытаясь не утонуть в глубинах теории жанров, зададимся вопросом: откуда брал свои сюжеты художник Станислав Сычев? Где искал, где находил? Рамой, заключающей в себя сюжет, у него часто оказываются окна жилья(случайный вигляд в окно), окна вагона, трамвая, приткрытая дверь. Так художник оставляет за собой право не компоновать героев на холосте, не вмешиваться в их отношения, а фиксировать композицию, уже составленную Их Величеством Случаем. Конечно же, это осознанный приём — но какая в нём мера художественного такта, деликатной уважительности к героям будущей картины! То, что происходит, рассказано единственным способом: тем, каким образом изображено. Холст «В порту» формально можно назвать пейзажем — но назвать его так совершенно невозможно, потому что картина о другом. Она об одиночестве человека в жестоком холодном мире, где единственная живая душа — пес. Пронзительный жёлтый цвет, дребезжащие очертания фигур действующих лиц создают жанровую сцену, посвященную воистину безвыходному одиночеству и остающуюся в памяти зрителя как пример сычевского «жесткого жанра». Очень многие работы Станислава Сычева, формально примыкающие к портрету или этюду, по природе своей являются именно «жестким жанром». Как объяснить этот окказиональный (то есть сочинённый на определенный случай) термин? — Поищем метафору. Любители джаза хорошо знают изумительное определение: «Блюз — это когда хорошему человеку плохо». Не о том ли картины Станислава Сычева, которые формально можно определить как сюжетную или портретную живопись, но по существу они есть чисто сычевский «жесткий жанр» ? Картины о том, как плохо хорошим людям. Они перед вами. Будьте отзывчивы! Он так надеялся.

## Персональные выставки
- 2009 — «Одинокий бунтарь». Музей современного искусства Одессы, Одесса[6].
- 1994 — Музей западного и восточного искусства, Одесса.
- 1989 — Музей западного и восточного искусства, Одесса.
- 1999 — Морская Галерея, Одесса